# Arraiján (huyện)
Huyện Arraiján là một huyện (distrito) thuộc tỉnh Panamá ở Panama. Theo điều tra dân số năm 2000, huyện này có dân số 149918 người. Huyện Arraiján có diện tích 170  km². Huyện lỵ đóng tại Arraiján.